# Hans Kollwitz
Hans Kollwitz (* 13. August 1893 in Stralsund; † 14. November 1948 in Rostock) war ein deutscher Handwerker (Tischler) und Politiker (KPD, SED).

## Leben und Wirken
Hans Kollwitz war der Sohn eines Bauarbeiters aus Stralsund. Er besuchte die Volksschule in seiner Heimatstadt und erlernte dort anschließend das Tischlerhandwerk. 1918 trat er in die Unabhängige Sozialdemokratische Partei Deutschlands (USPD) ein. Für diese saß er ab 1920 im Landtag von Mecklenburg-Schwerin. Im Dezember desselben Jahres wechselte Kollwitz in die Kommunistische Partei Deutschlands (KPD). Als Mitglied der KPD-Fraktion gehörte er dem mecklenburg-schwerinischen Parlament noch bis 1921 an.
1924 wurde Kollwitz für die KPD in den Preußischen Landtag gewählt, dem er bis 1928 angehörte. 1928 kam er als Kandidat seiner Partei für den Wahlkreis (Ostpreußen) in den Reichstag in Berlin, dem er bis 1930 angehörte. Im Reichstag fiel er insbesondere als Verteidiger des Asylrechtes für litauische Emigranten auf, deren Verfolgung und Verhaftung durch deutsche Behörden er nachdrücklich kritisierte.
1924 wurde Kollwitz Sekretär der KPD in Ostpreußen und von 1927 bis 1929 war er Kandidat des Zentralkomitees der KPD. 1930 wurde Kollwitz wegen des öffentlichen Aufforderns zur Bildung einer „Roten Front!“ zu einer mehrmonatigen Gefängnisstrafe verurteilt, die er 1931 in der Form von Festungshaft verbüßte. Während der NS-Zeit wurde Kollwitz erneut verhaftet und in Gefängnissen und Konzentrationslagern verwahrt.
Hans Kollwitz gehörte von Juni 1945 bis April 1946 der KPD-Bezirksleitung in Mecklenburg-Vorpommern an. Anschließend war er Mitglied der SED. Von 1946 bis 1948 amtierte er zudem als Leiter des Amtes für Information beim Ministerium für Innere Angelegenheiten in Mecklenburg-Vorpommern.